# Oxyagrion sulmatogrossense
Oxyagrion sulmatogrossense – gatunek ważki z rodziny łątkowatych (Coenagrionidae). Występuje w środkowej i południowej Brazylii; stwierdzono go w stanach Rio Grande do Sul, Parana, Mato Grosso do Sul i Mato Grosso.
Gatunek ten opisali w 2000 roku J.M. Costa, L.O. Irineu de Souza i T.C. Santos w oparciu o okazy odłowione w Campo Grande w stanie Mato Grosso do Sul w grudniu 1997 (dwa samce) i lutym 1998 roku (dwie samice). Epitet gatunkowy pochodzi od nazwy stanu Mato Grosso do Sul.